# Democratisch Nationaal Platform 2000
Democratisch Nationaal Platform 2000 (DNP 2000) was een politieke partij in Suriname. De partij werd in 2000 opgericht door voormalig president Jules Wijdenbosch. Na een verzoening tussen Wijdenbosch en Bouterse in december 2008 werd de partij weer opgeheven.

## Achtergrond en oprichting
Voorafgaand was Wijdenbosch president van Suriname en waren er grote protesten gaande in Suriname waarin om zijn aftreden werd gescandeerd. Wijdenbosch kreeg daarbij grote onenigheid met Desi Bouterse binnen de Nationale Democratische Partij (NDP), waar zij beide lid van waren. In die tijd was Bouterse ook Adviseur van Staat. De NDP zegde daardoor het vertrouwen op in Wijdenbosch. Hierdoor verloor hij de steun van de meerderheid in het parlement als president. Uiteindelijk zag hij zich gedwongen om vervroegde verkiezingen uit te schrijven.
Wijdenbosch besloot vervolgens een eigen partij op te richten die hij op 26 februari 2000 wereldkundig maakte, het Democratisch Nationaal Platform 2000 genaamd.

## Parlement
Het DNP 2000 verkreeg tijdens parlementsverkiezingen van 2000 twee zetels in De Nationale Assemblée: voor Wijdenbosch en Yvonne Raveles-Resida.
Tijdens de verkiezingen van 2005 maakte het DNP 2000 deel uit van het politieke samenwerkingsverband Volksalliantie Voor Vooruitgang. Naast de twee eerdere zetels, kwam ook Harriët Ramdien uit het district Nickerie het parlement binnen voor het DNP 2000. Wijdenbosch' oude NDP had inmiddels vijftien zetels in het parlement.

## Verzoening
In december 2008 vond een verzoening plaats tussen Wijdenbosch en Bouterse. Wijdenbosch hief het DNP 2000 op en keerde terug in de functie van ondervoorzitter van de NDP. Ook andere kopstukken keerden terug naar de NDP, zoals partijvoorzitter Errol Alibux, een oudgediende van Bouterse en tevens verdachte van de Decembermoorden.